# De kleine Nicolaas

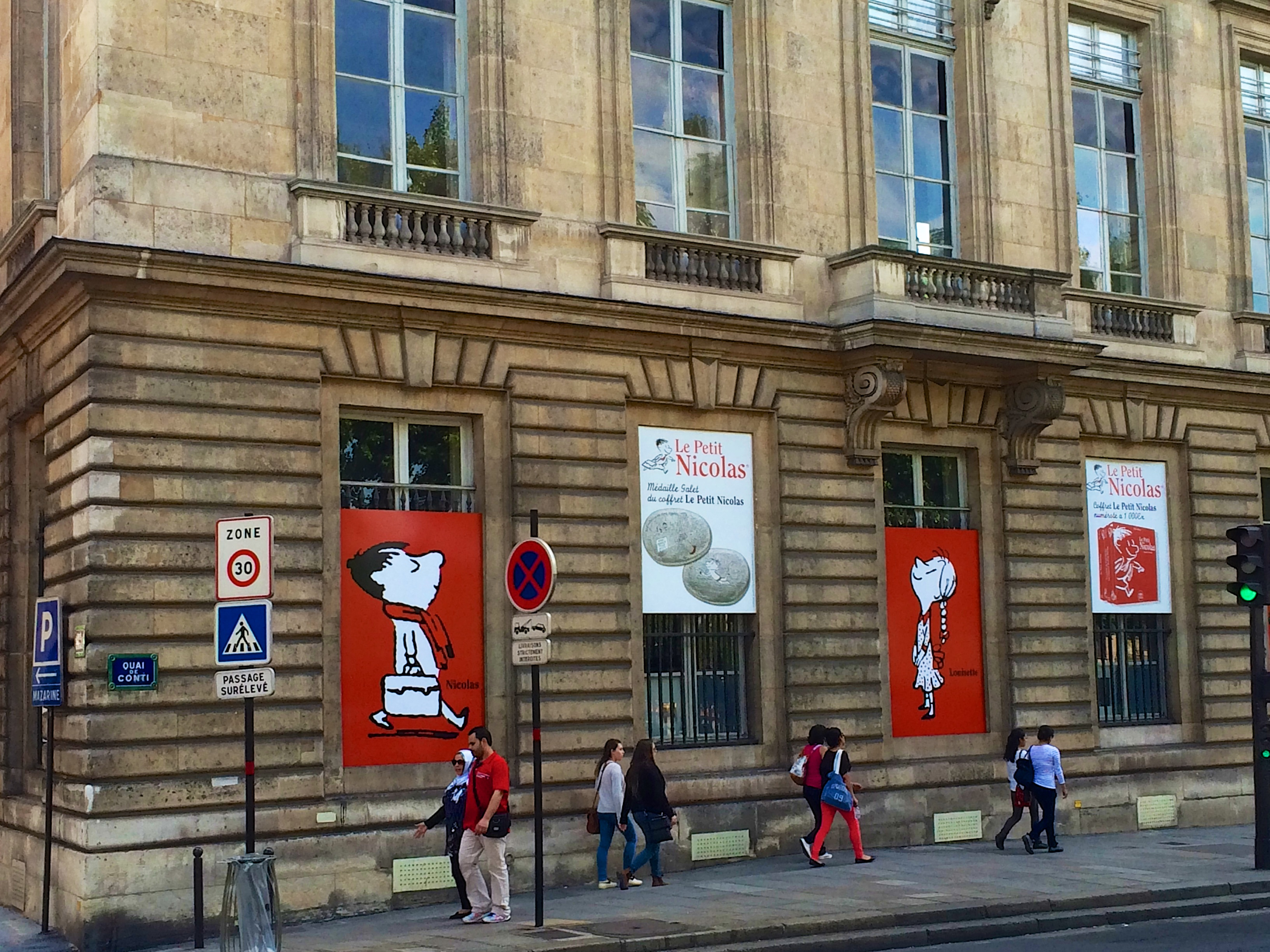
Le Petit Nicolas expositie in Parijs, 2014

De kleine Nicolaas (originele titel: Le Petit Nicolas) is een verhalenserie over een lagereschooljongen uit het Frankrijk in de jaren zestig. De verhalen werden geschreven door René Goscinny; de tekeningen bij de verhalen waren van Jean-Jacques Sempé, die zich voor het decor liet inspireren door de Ecole élémentaire David Johnston in Bordeaux waar hij zelf school had gelopen.
Het personage verscheen voor het eerst in de jaren 50 als een eenmalig stripverhaal in het Belgische tijdschrift Moustique, getekend door Sempé op scenario van Goscinny. Vervolgens verscheen van 1959 tot 1965 in het blad Sud-Ouest Dimanche wekelijks een verhaal van dezelfde schrijver en tekenaar. Deze verhalen zijn geen strips en gaan over een schooljongen, zijn ouders, de buren en zijn vriendjes op school. Hoewel de verhalen bedoeld zijn voor kinderen, zit er een onderliggende humor in die doorgaans alleen door volwassenen wordt begrepen. Daardoor zijn de verhalen ook zeer geschikt voor volwassenen.

## Lijst van boeken
Over de kleine Nicolaas zijn meerdere boeken verschenen:
- Le Petit Nicolas, 1960;
- Les recrés du Petit Nicolas, 1961;
- Les Vacances du Petit Nicolas, 1962;
- Le Petit Nicolas et les copains, 1963;
- Le Petit Nicolas a des ennuis, 1964;
- Histoires inédites du Petit Nicolas, 2004;
- Histoires inédites du Petit Nicolas - volume 2, 2006;
- Le Petit Nicolas : Le ballon et autres histoires inédites, 2009.

Meerdere van deze boeken zijn in het Nederlands verschenen.

## Film
In 2009 verscheen de film "Le Petit Nicolas" geregisseerd door Laurent Tirard.

## Muziek
Componist Maarten Regtien ('s-Gravenhage], 1963) schreef "Le Petit Nicolas" in twee delen voor kleine bezetting symfonieorkest.